# Franck Dépine
Franck Dépine (Lyon, 11 de abril de 1959) es un deportista francés que compitió en ciclismo en la modalidad de pista, especialista en la prueba de tándem.
Ganó cuatro medallas en el Campeonato Mundial de Ciclismo en Pista entre los años 1979 y 1984.

## Medallero internacional
| Campeonato Mundial | Campeonato Mundial       | Campeonato Mundial | Campeonato Mundial |
| Año                | Lugar                    | Medalla            | Competición        |
| ------------------ | ------------------------ | ------------------ | ------------------ |
| 1979               | Ámsterdam (Países Bajos) | Medalla de oro     | Tándem (A)         |
| 1980               | Besanzón (Francia)       | Medalla de plata   | Tándem (A)         |
| 1983               | Zúrich (Suiza)           | Medalla de oro     | Tándem (A)         |
| 1984               | Barcelona (España)       | Medalla de plata   | Tándem (A)         |